# Vector viral
Un vector viral es un virus modificado que hace de vehículo para introducir material genético exógeno en el núcleo de una célula. En terapia génica, el uso de virus como vectores requiere la eliminación de los genes que dotan al virus de su capacidad infecciosa y patógena, dejando únicamente aquellos que participan en la inserción del material genético, y su sustitución por el gen terapéutico de interés.

## Características generales
Los virus constituyen un grupo de microorganismos algo conflictivo (desde el punto de vista de la vida) pues, a diferencia del resto, no reúnen todas las características o funciones que caracterizan a un ser vivo: constan de una estructura definida conferida por una envoltura proteica (cápside) y material genético (ARN o ADN). No obstante, cuando están aislados, no cumplen ningún requisito de un ser vivo. Su estilo de vida es de parásitos obligados, habiéndose especializado con gran eficiencia durante su evolución en la introducción e inserción de su material genético dentro del genoma de la célula huésped y en el secuestro de su maquinaria celular para obligarla a expresar sus proteínas y producir miles de copias del virus. Debido a estas características, se pensó en los virus como un posible vector para la introducción controlada de ADN en células humanas.
La necesidad de un vector surge de las dificultades que entraña la introducción directa de material genético desnudo en el interior de una célula, el cual rápidamente es degradado por las nucleasas. Si bien determinadas modificaciones de los ácidos nucleicos y el empleo de sistemas físicos de introducción (como la inyección hidrodinámica) pueden sobreponerse a estas limitaciones, los vehículos especializados en el transporte de material genético mejoran la eficiencia de su introducción en la célula diana a la vez que lo protege de su reconocimiento por el sistema inmunitario.

## Tipos
Los virus que más se han utilizado en terapia génica como vectores han sido los retrovirus y los adenovirus (los adenovirus humanos Ad5 y Ad25 y adenovirus de chimpancé). Posteriormente se ampliaron a virus adenoasociados, lentivirus, virus pox y virus del herpes. Todos estos tipos difieren en la clase de células que pueden infectar, la eficiencia con la que introducen el material genético en la célula huésped, el si dicha introducción es temporal o permanente y la forma y lugares de inserción.

### Adenovirus
Los adenovirus reciben este nombre porque su material genético es ADN bicatenario. Se caracterizan, además, por una cápsida icosaédrica y por una gran estabilidad ante agentes físicos o químicos, así como condiciones adversas de pH. Causan principalmente enfermedades respiratorias, pero dependiendo del serotipo pueden ocasionar gastroenteritis, conjuntivitis, cistitis, entre otras afecciones.
Entre las características que los hacen buenos vectores destacan su capacidad para infectar todo tipo de células y el que permiten insertos de hasta 8 kb. Existe una gran cantidad de información sobre estos virus, por lo que su manipulación está muy avanzada y es relativamente sencilla. No se integran en el genoma, por lo que se evita el riesgo de mutagénesis, pero, como contrapartida, dan lugar a una expresión a corto plazo. Además, otra gran desventaja es que son patógenos y altamente inmunogénicos.

### Retrovirus
Los retrovirus se caracterizan porque su material genético es ARN, en lugar de ADN. Para poder integrar su genoma en el de la célula huésped requieren de la acción de una enzima llamada retrotranscriptasa o transcriptasa inversa, la cual es una polimerasa de ADN dependiente de ARN que pasa la información genética del virus codificada en forma de ARN a ADN.
Tienen la particularidad de que infectan únicamente a células en división, lo cual limita sus aplicaciones terapéuticas. A diferencia de los adenovirus, los retrovirus sí integran su genoma en el de la célula huésped, por lo que dan lugar a una expresión a largo plazo del gen introducido. Como desventaja está la posibilidad de ocasionar mutaciones debido a que dicha integración se produce al azar. Son, además, virus patógenos, por lo que existe el riesgo de infección por recombinación y la posibilidad de que se asocien a otros retrovirus y oncogenes. Por otra parte, su manipulación es bastante sencilla y actualmente está muy bien descrita, lo que permite la eliminación precisa de todos los genes conocidos que puedan provocar esos problemas.

### Virus adenoasociados
Los virus adenoasociados reciben este nombre debido a que a menudo se han encontrado en células que están siendo simultáneamente infectadas por adenovirus. Se trata de Parvoviridae de ADN monocatenario y cápsida icosaédrica de naturaleza proteica de entre 20 y 25nm de diámetro. Para poder replicarse dependen de la presencia de adenovirus o herpesvirus. En caso de que no se produzca dicha coinfección, el virus adenoasociado se integrará de forma estable en el genoma de la célula huésped. Tienen la característica de que se integran en un sitio único en el cromosoma 19, pero también pueden integrarse de forma azarosa si se los manipula.
Los vectores virales producidos a partir de este tipo de virus se desarrollan desde parvovirus no asociados a enfermedades humanas, por lo que son relativamente seguros en este sentido. Además, tienen la ventaja de que no son inmunogénicos y no causan enfermedades en humanos, a la vez que cuentan con la capacidad de infectar todo tipo de células. Su empleo como vectores en terapia génica es bastante reciente, por lo que su manipulación todavía no se controla tan bien como en los tipos anteriores. A diferencia también de los adenovirus y retrovirus, los insertos que permiten son de menor tamaño, lo que limita sus posibilidades de aplicación.

### Lentivirus
Los lentivirus son retrovirus no oncogénicos que producen trastornos multiorgánicos caracterizados por largos tiempos de incubación e infección persistente. Los lentivirus son capaces de infectar a todo tipo de células, tanto quiescentes como en división, permiten insertos de tamaño medio y se integran en el genoma de la célula huésped, lo cual da lugar a una expresión a largo plazo. Además, no son inmunogénicos. 
El principal inconveniente de estos virus es que la mayoría de los vectores lentivirales que se emplean hoy día proceden del VIH, de modo que pueden producirse infecciones por recombinación. Además, su integración es azarosa, por lo que puede ocasionar mutaciones por recombinación.

### Poxvirus
Los poxvirus son los virus de ADN más grandes conocidos. Se distinguen de otro tipo de virus por su capacidad para replicar su genoma completo en el citoplasma de la célula huésped. Su material genético consiste en una hebra bicatenaria de ADN de 200 kb rodeada por una membrana de naturaleza lipoproteica.
Una de sus principales ventajas es la capacidad de admitir hasta 25kb de ADN, lo que los hace especialmente apropiados para la expresión de genes eucariontes y procariontes de gran tamaño. Los genes insertados en el genoma vírico se integran en él de manera estable, lo que permite una replicación y expresión biológica eficiente.

### Virus del herpes
El virus del herpes se caracteriza por poseer un genoma de ADN bicatenario rodeado por una cápsida icosaédrica de naturaleza lipídica de entre 110 y 200nm de diámetro. Los vectores víricos derivados a partir del virus del herpes presentan una serie de características únicas entre las que destacan la capacidad de infectar a un amplio espectro de tipos celulares, tanto quiescentes como en división. Permiten, además, grandes insertos de ADN extraño (hasta 30 kb). Tienen la particularidad de que hoy día no se sabe si se integran o no en el genoma, de modo que pueden permanecer latentes un tiempo indefinido. En cambio, la gran desventaja que presentan es que no sirve si el paciente al que se le aplica la terapia por medio de este vector tiene inmunidad al virus.
| Vector                    | Células diana | Integración | Tamaño medio injerto |
| ------------------------- | ------------- | ----------- | -------------------- |
| Retrovirus                | En división   | Sí          | 8 kb                 |
| Adenovirus                | Todas         | No          | 8 kb                 |
| Virus adenoasociados      | Todas         | Sí          | 5 kb                 |
| Lentivirus                | Todas         | Sí          | 8 kb                 |
| Virus del herpes simple I | Todas         | No          | >30 kb               |
| Plásmidos de ADN          | Casi todas    | No          | >10 kb               |
| Poxvirus                  | Todas         | No          | 25 kb                |

## Factores de riesgo
Los principales problemas que presentan los virus como vectores son:
- La especificidad de la inserción: los virus, generalmente pueden reconocer e infectar más de un tipo de células, lo que dificulta el tratamiento exclusivo de las células diana. La infección de otros tejidos o de células sanas puede ocasionar efectos secundarios.
- La localización de la inserción: si el virus inserta el material genético en un locus diferente al objetivo puede ocasionar mutaciones con efectos dañinos sobre el paciente y que, lejos de paliar o curar, se provoquen otros problemas.
- El virus puede ser inmunogénico y dar lugar a una reacción en el huésped.